# Galneryus
Galneryus é uma banda de power metal, formada em 2001,em Osaka, Japão.

## História

### Primórdios (2001-2002)

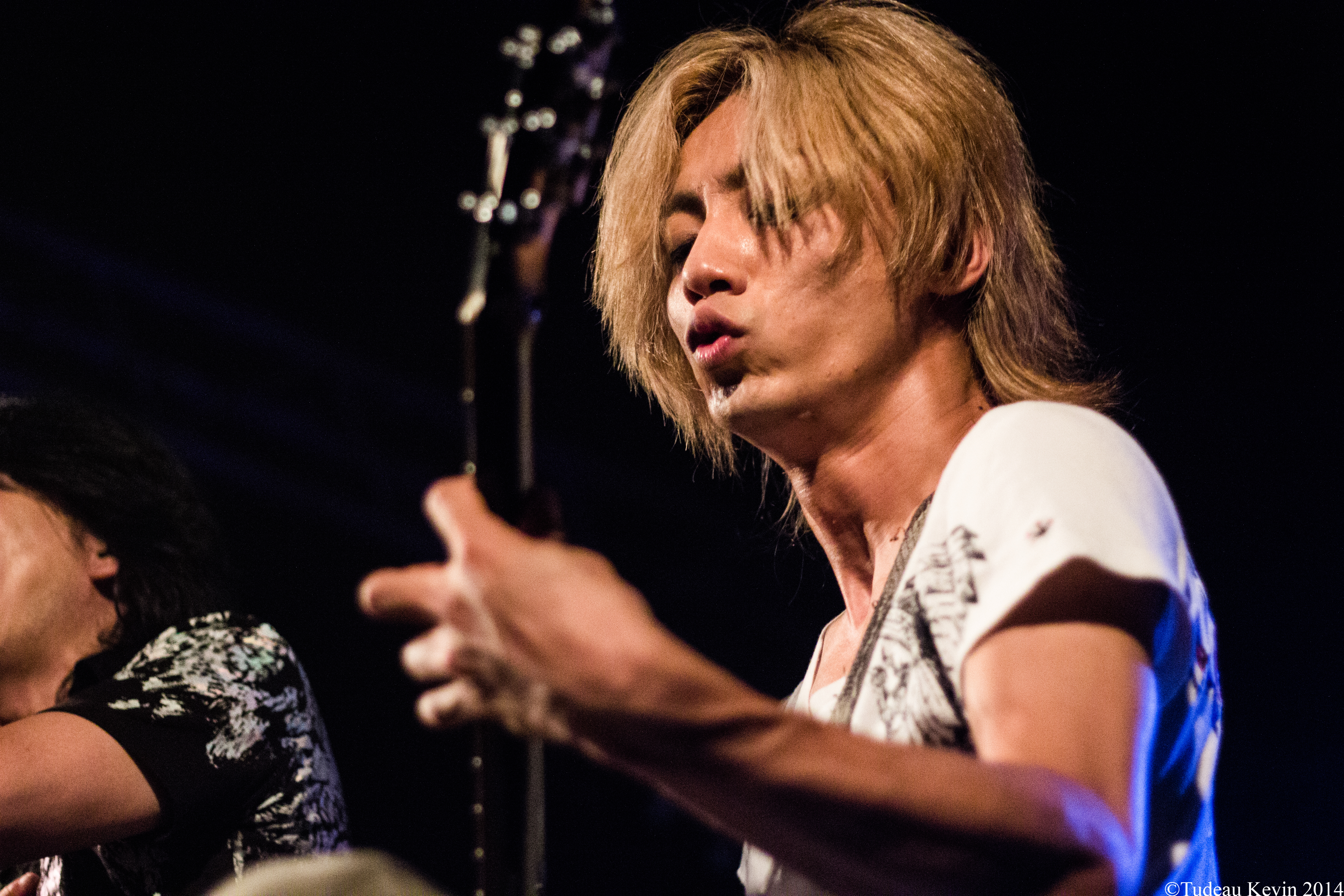
Syu

A banda foi formada no começo do ano de 2001 pelo guitarrista Syu (Animetal, Valkyr, Aushvitz e Masaki Project) e pelo vocalista Yama-B (AxBites, Rekion, River End, Gunbridge). A idéia era criar uma banda que demonstrasse as suas idéias e seus gostos musicais, e assim começaram a busca por membros para completar a banda. Shôgo Himuro foi chamado para o baixo, Toshihiro Yui (Cemetery e Honey Quest) para a bateria e A (companheiro de Syu na banda Valkyr) para os teclados.
Em outubro de 2001 a banda lançou um EP com 2 faixas, intitulado "United Flag", que foi produzido e lançado independentemente.
Em agosto de 2002 voltam ao estúdio para lançar seu segundo EP, intitulado "Rebel Flag", novamente produzido independentemente junto a Iron Shock. A única mudança na formação da banda com relação ao EP anterior foi do tecladista A, substituído por Yoshinori Kataoka.
O segundo EP trouxe à banda uma série de propostas por parte de diversas gravadoras, além de render várias turnês. Em 2003 foram convidados a participar do "Melodic Metal Festival" no Japão, realizado pela banda de power metal sueca Dragonland. Após o festival, Dragonland convidou Galneryus para tocarem juntos novamente na próxima turnê da banda pelo Japão.

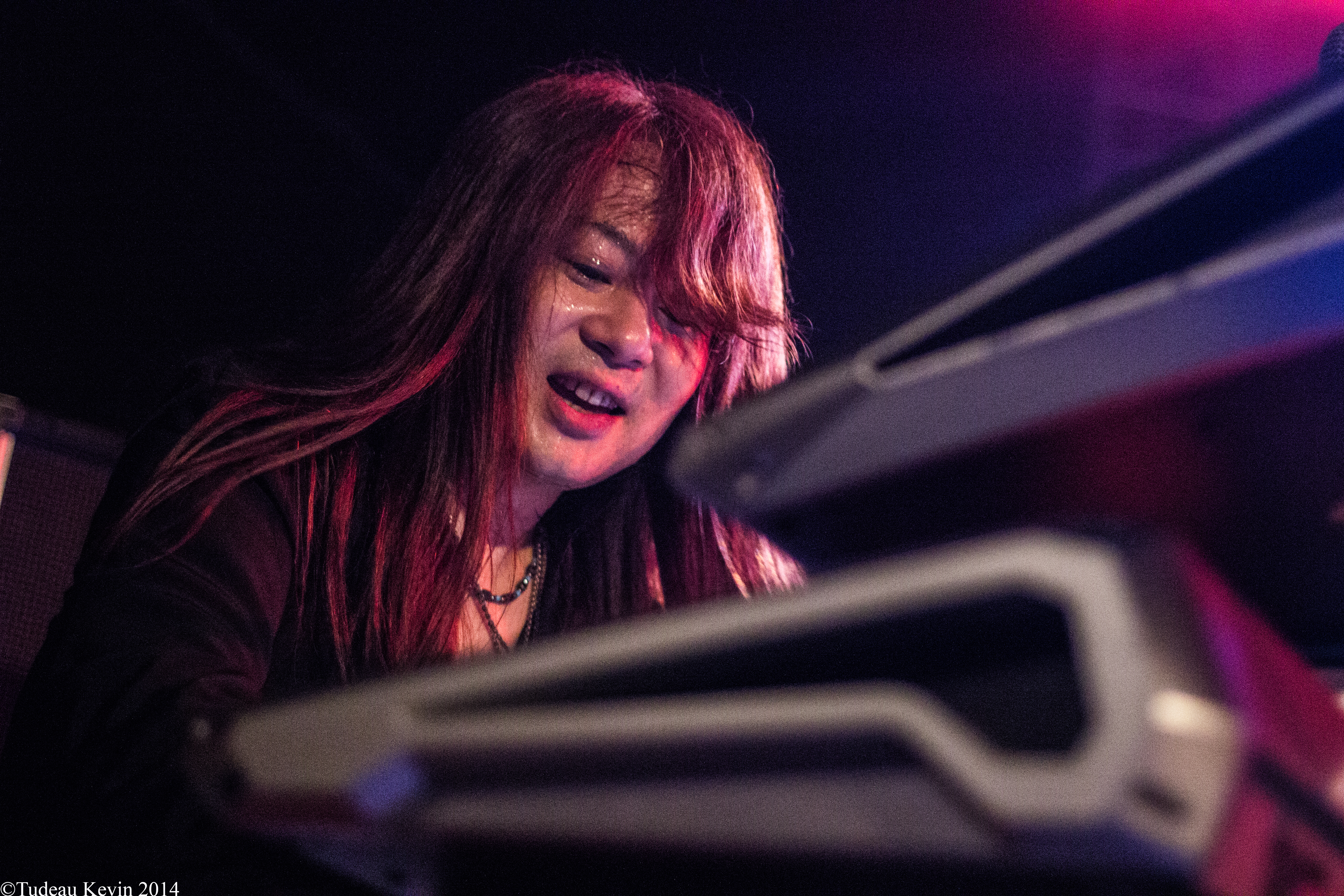
Yuhki

A banda também recebeu outros tipos de convites, como, por exemplo, a gravação de duas músicas para compilações de álbuns cover. A primeira das duas músicas foi "Black Diamond" (originalmente da banda finlandesa Stratovarius) lançada no álbum  Stand Proud! III. A segunda foi "Soldier of Fortune" (da banda japonesa Loudness) no álbum Japanese Heavy Metal Tribute Tamashii II. Para a gravação das músicas, a banda estreou uma nova formação, com Yusuke no baixo (substituindo Shôgo Himuro), Yuhki (Ark Storm) nos teclados (substituindo Yoshinori Kataoka), além dos músicos que permaneceram na banda (Yama-B, Syu e Toshihiro Yui). Os dois álbuns foram lançados simultaneamente em dezembro de 2002 pela gravadora VAP, que propôs um contrato para a banda.

### The Flag of Punishment,Advance to the FalleBeyond the End of Despair...(2003-2006)

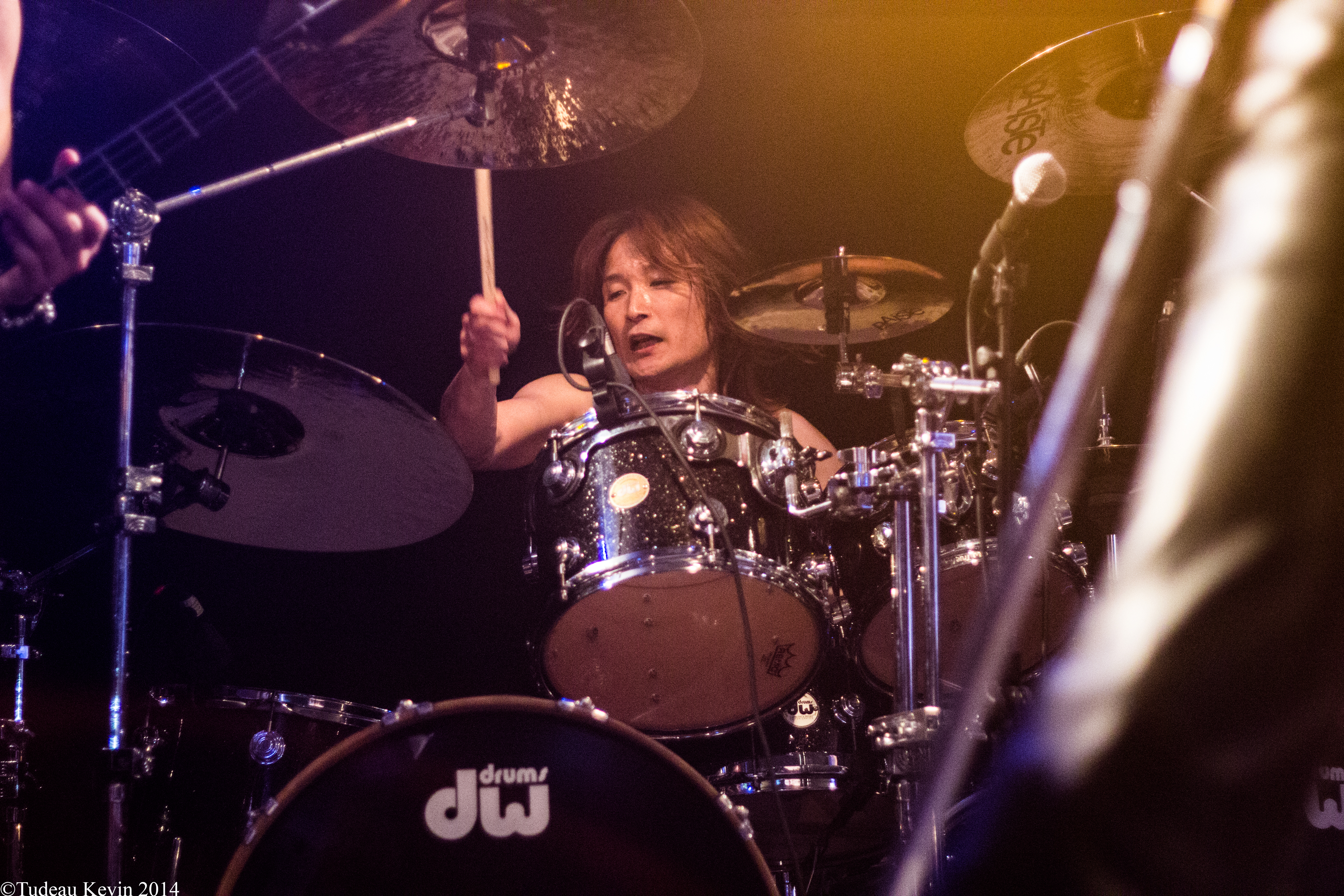
Jun-ichi

Com gravadora definida, a banda pôde então começar seu trabalho para a gravação do primeiro álbum. Lançado em outubro de 2003 e com o nome "The Flag of Punishment", o álbum apresentava todas as 5 canções já compostas pela banda (reescritas e regravadas), além de novas composições, e com a capa desenhada por Yoshitaka Amano, famoso ilustrador japonês. Nesta época a formação também foi alterada, com a entrada definitiva de Yuhki nos teclados, Tsui no baixo e Junichi Satoh na bateria.
Em março de 2005 o segundo álbum, "Advance to the Fall", é finalmente lançado, fazendo um sucesso considerável, principalmente a música "Silent Revelation".
Depois de um série de shows, a banda retornou ao estúdio para gravação do terceiro álbum, lançado em julho de 2006 sob o título "Beyond the End of Despair...". Poucos meses depois, lançam o seu primeiro DVD, "Live for Rebirth", contendo um dos shows da turnê "Die for Rebirth".

### One for All - All for OneeReincarnation(2007-2008)

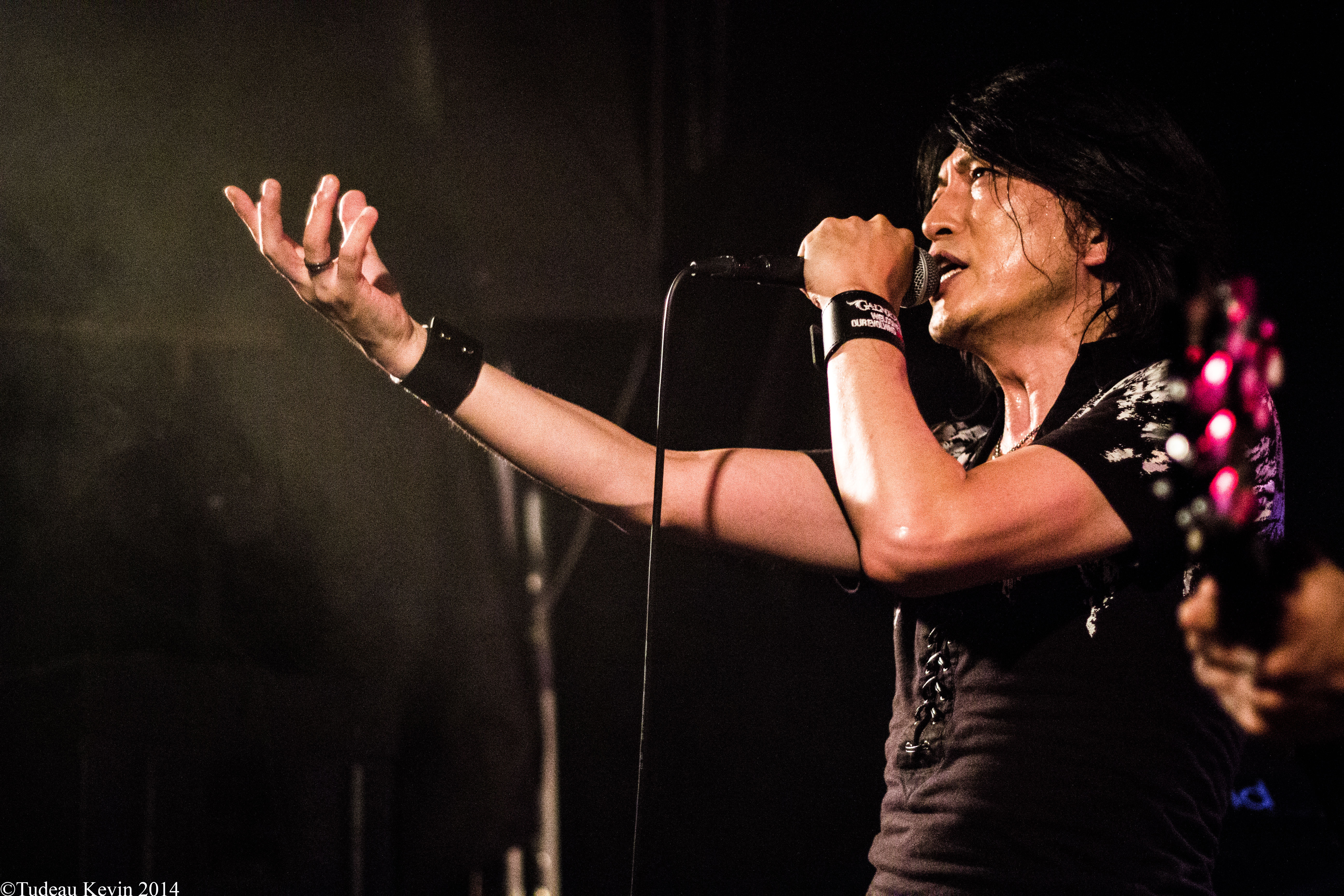
Masatoshi "Sho" Ono

No ano de 2007 a banda anunciou o nome de Yu-To para substituir Tsui no baixo, e lançou seu quarto álbum "One for All - All for One", com introdução de músicas cantadas inteiramente em japonês, marcando assim uma nova era da banda, tendo em vista que até o terceiro álbum, todas as músicas eram escritas em inglês. Além disso, foi lançado o single "Voices from the past", com 5 músicas covers, sendo cada música escolhida por um integrante da banda.
No ano de 2008 a banda lançou um novo single, onde duas de suas músicas, "Alsatia" e "Cause Disarray", são respectivamente temas de abertura e encerramento do anime "Daughters of Mnemosyne". Também foi apresentado o novo DVD, "Live for All - Live for One", gravado durante a turnê da banda em 2007.

Ainda no ano de 2008, a banda iniciou sua nova turnê, intitulada "Path to the Fifth Flag", seguido do lançamento de um Single digital, com o nome de Shining Moments, composto de 3 faixas, que foi disponibilizado para download no dia 30 de julho.
No dia 10 de setembro a banda lançou seu quinto álbum sob o título "Reincarnation" (masterizado por Ten Jansen, que efetuou grandes trabalhos com bandas como MUCC, Sepultura e Iron Maiden). A banda ainda anunciou o lançamento de mais um single de covers: "Voices from the Past II", dando continuação ao que havia sido lançado em 2007.
Um mês após o lançamento do quinto álbum foi divulgada no sítio oficial da banda uma notícia inesperada: a saída do vocalista Yama-B. Segundo Yama, sua saída aconteceu devido as mudanças no estilo da banda nos últimos tempos. A saída foi de comum acordo e todos entenderam que isto seria melhor para ambas as partes. Yama-B deixou o Galneryus logo após o final da turnê "Back to the Flag", realizada entre os dias 23 de outubro e 6 de dezembro.

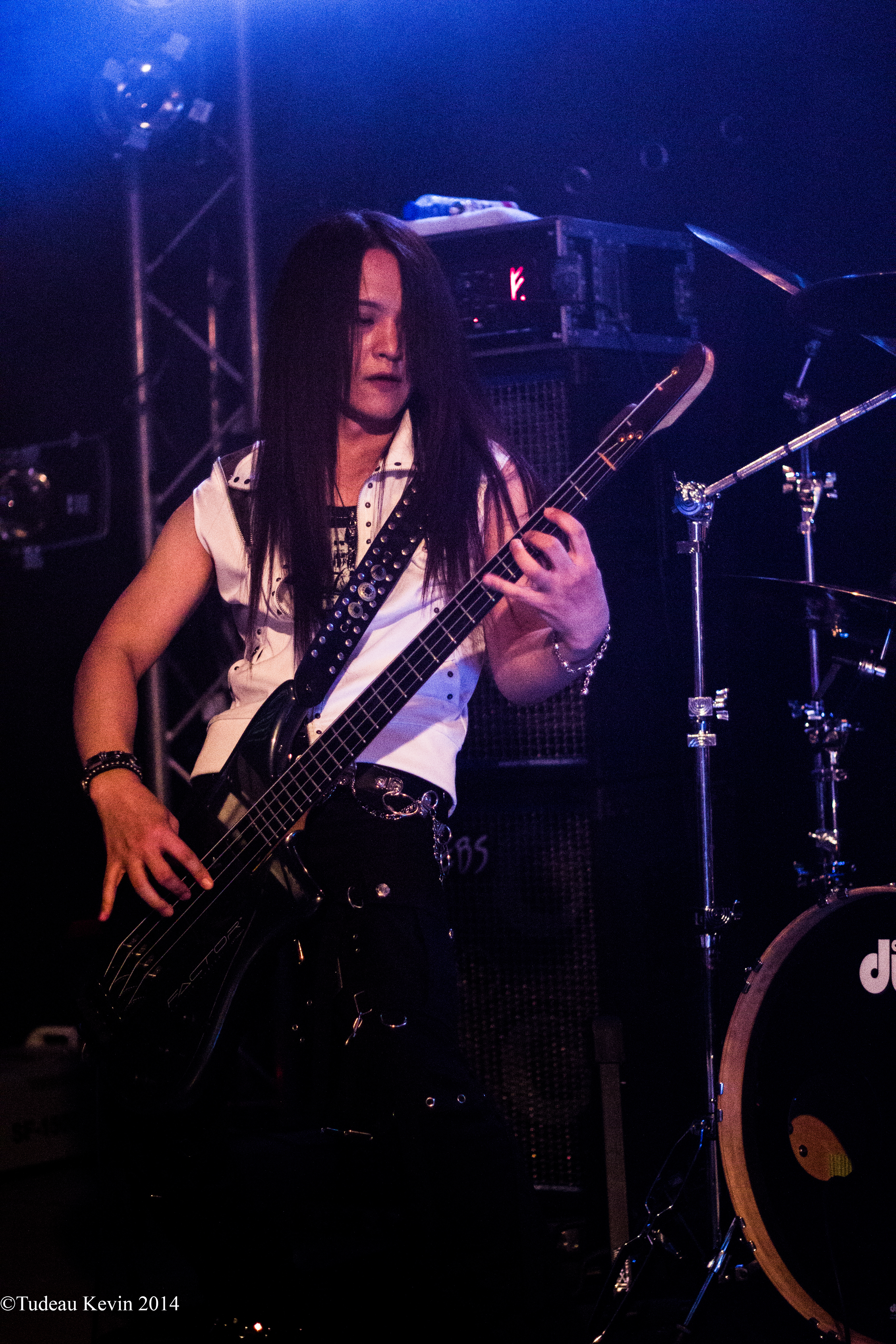
Taka

### Resurrection(2009-atualmente)
O ano de 2009 foi marcado por muita especulação e poucas informações sobre quem seria o novo vocalista da banda. Depois de alguns meses, foi decidido que o substituto de Yama-B seria Masatoshi Ono. No mesmo ano, Ono fez sua primeira apresentação com a banda no Loud Park Festival. O baixista Yu-To também deixou a banda, sendo substituído por Taka.

Ainda em 2009 foram lançados dois Greatest Hits: "Best Of The Braving Days" e "Best Of The Awakening Days", contendo os maiores sucessos da banda.
Em 21 de abril de 2010 a banda divulga seu primeiro trabalho com a participação de Masatoshi Ono: "Beginning Of The Resurrection", um single com 3 faixas, sendo que uma delas - "A Far-off Distance" - é tema de encerramento do anime "Rainbow ~Nisha Rokubou no Shichinin~".

## Membros
Formação atual
- Masatoshi "Sho" Ono - vocal (2009 - presente)
- Syu - guitarra (2001 - presente)
- Taka - baixo (2009- presente)
- Fumiya - bateria (2016 - presente)
- Yuhki - teclado (2003- presente)

Ex-integrantes
- Junichi Satoh - bateria (2003 - 2016)
- Yama-B – vocal (2001-2008)
- Yu-To – baixo (2006–2009)
- Tsui – baixo (2003–2006)

- Yu-To também é guitarrista da banda de Visual Kei DELUHI, onde é conhecido como Leda.[9]

## Discografia
| - The Flag of Punishment (2003) - Advance to the fall (2005) - Beyond the end of despair... (2006) - One for all - All for one (2007) - Reincarnation (2008) - Resurrection (2010) - Phoenix Rising (2011) - Angel of Salvation (2012) - Vetelgyus (2014) - Under The Force of Courage (2015) - Ultimate Sacrifice (2017) - Into the Purgatory (2019) - Voices from the Past (2007) - Alsatia/Cause Disarray (2008) - Voices from the Past II (2008) - Voices from the Past III (2010) - Kizuna (2012) - Live for Rebirth (2006) - Live for All - Live For One (2008) - Live in the Moment of the Resurrection (2010) - Phoenix Living in the Rising Sun (2012) - Reliving the Ironhearted Flag (2014) - Attitude to Live (2015) - Just pray to the sky (2016) - United Flag (2001) - Rebel Flag (2002) - Live for Rebirth (Bonus CD Single) (2006) - Everlasting (2007) - Shining Moments (2008) - Beginning Of The Ressurection (2010) - Future Never Dies (2011) - Hunting for your Dream (2012) - Attitude to Life (2014) | - "Struggle for the Freedom Flag" - The Flag of Punishment - "Silent Revelation" - Advance to the Fall - "My Last Farewell" - Beyond the End of Despair... - "Everlasting" - Everlasting - "New Legend" - One for All - All for One - "Alsatia" - Alsatia/Cause Disarray - "Shining Moments" - Reincarnation - "Destiny" - Beginning of the Resurrection - "You're The Only" - Beginning of the Resurrection - "Future Never Dies" - Future Never Dies - "Kizuna" - Kizuna - "Hunting For Your Dream" - Hunting For Your Dream - "Angel of Salvation" - Angel of Salvation - "There's No Escape" - Vetelgyus - "Raise My Sword" - Under the Force of Courage - "Ultimate Sacrifice" - Ultimate Sacrifice - "Soldier of Fortune" (originalmente por Loudness) - Japanese Heavy Metal Tribute Tamashii II (2002) - "Black Diamond" (originalmente por Stratovarius) - Stand Proud! III (2002) - "Struggle for the Freedom Flag" - Hard Rock Summit In Osaka (2004) - "Serenade" - Death Note: The Movie - "Holy Blood -Tatakai no Kettô-" - Tribute to Seikima-II -Akuma to no Keiyakusho- (Originalmente por Seikima-II) (2010) |